# Guillaume de Machaut
Guillaume de Machaut (o Machault) (Reims, 1300 – Reims, 1377) è stato un poeta e compositore francese.
Il suo nome indica forse il luogo di nascita, la città di Machault, oggi nel dipartimento delle Ardenne.
Da numerosi storici della musica moderna e contemporanea è indicato come il più importante e il più influente compositore del XIV secolo.
Machaut è uno dei primi compositori dei quali siano a noi pervenute informazioni biografiche di rilievo.
Daniel Leech-Wilkinson lo definì "il più grande poeta che sia stato anche un compositore". Ebbene, già nel XV secolo lo stile poetico di Machaut era in ampia misura invidiato e imitato dagli artisti del Regno, compreso Geoffrey Chaucer.
Machaut compose opere spaziando in una notevole varietà di stili e di generi. Fece parte del movimento musicale di "rinnovamento", denominato Ars nova. Machaut contribuì alla fioritura del mottetto e delle altre forme di musica secolare (non sacra, in particolare il lai e le formes fixes: Rondò, Virelai e ballade).
Compose la Messe de Notre-Dame, la prima opera completa di un singolo compositore per le musiche suonate nell'Ordinario, la parte di preghiere e canti che non muta durante l'anno liturgico.

## Storia
Nacque tra il 1300 e il 1302 probabilmente nella cittadina di Machaut (30 km a nord-est di Reims) o comunque nella regione di Reims. Non si sa granché dei suoi primi vent'anni se non che prese gli ordini minori da giovane. Fu certamente educato a Reims dove fece la conoscenza di signori d'alto rango.
Dal 1323 al 1346 Machaut fu segretario al servizio di Giovanni I, conte del Lussemburgo, re di Boemia, che accompagnò nei suoi viaggi e nelle campagne militari.
Nel 1324, compose la sua prima opera di cui si ha conoscenza, il mottetto Bone Pastor Guillerme, dedicato al nuovo arcivescovo di Reims, Guillaume de Trie.
Nel 1330 venne nominato canonico a Verdun e nel 1332 ad Arras, poi nel 1337 canonico della cattedrale di Reims. Tre anni dopo, si stabilì a Reims, dopo aver lasciato gli altri posti di canonico su richiesta di papa Benedetto XII, e lì si dedicò alla poesia e alla musica pur continuando a partecipare alla vita di corte e agli eventi mondani. Vivendo alla corte di Giovanni, acquisì la passione per la falconeria, la cavalleria e l'avventura. Accompagnò Giovanni I nei suoi viaggi (principalmente militari) attraverso l'Europa (in particolare a Praga), partecipando alle campagne di Slesia, Polonia (1327), Lituania (1329) e Italia (1330). Di questi diversi viaggi ha lasciato traccia nelle sue opere Le Confort d'Ami e La Prise d'Alexandrie. Machaut parla di Giovanni come del re ideale: un uomo coraggioso e generoso. Grazie al suo mecenate, ottenne delle prebende canoniali a Verdun nel 1330. ad Arras nel 1330, a Reims nel 1333 e a Saint Quentin.
Nel 1346, Giovanni I rimase ucciso durante la battaglia di Crécy, e Machaut entrò al servizio di diversi signori, tra i quali, nel 1347, la figlia del suo vecchio patrono, Bona di Lussemburgo (per la quale scrisse Remède de Fortune e un mottetto), morta a causa della Peste Nera nel 1349, poi Carlo II di Navarra, noto anche come Carlo il Malvagio (per il quale scrisse Confort d'Ami), dal 1349 al 1357. Ma anche, in seguito, per i figli di Bona: Giovanni di Berry a partire dal 1357, Filippo il Coraggioso e Carlo, duca di Normandia, che sarebbe poi diventato re col nome di Carlo V di Francia nel 1364, e altri ancora come Carlo II di Navarra.
Egli fu dunque costantemente sotto la protezione di principi e si dichiarò sia poeta di corte che poeta autonomo. Sopravvisse alla Peste Nera che fece vittime in tutta Europa, e a Reims trascorse gli ultimi anni della sua vita a comporre, nonché a riordinare e perfezionare i suoi manoscritti (oltre una quindicina di opere, fra cui occorre citare il Remède de fortune, La louange des dames e i Complaintes). Verso la fine della sua vita fu ancora al servizio di Pietro di Lusignan (al quale dedicò la Prise d'Alexandrie) e di Amedeo di Savoia (per il quale scrisse Le dit de la Harpe).
Nel 1359 lo si trova tra i difensori di Reims assediata da Edoardo III; l'anno successivo accompagnò a Saint Omer Giovanni di Berry, figlio di Giovanni II.
Del 1362 è il suo amore per la diciannovenne Péronne d'Armentières; la relazione gli ispirò una sorta di romanzo epistolare inframmezzato da sette composizioni liriche, Le voir dit (Il vero detto, 1365). Tuttavia, l'accuratezza dell'opera dal punto di vista autobiografico è stata a più riprese posta in discussione.
La crociata voluta da Pietro I di Cipro (del casato dei Lusignano) ispirò la cronaca in versi La prise d'Alexandrie (composta nel 1370).
Fra le varie elegie composte in suo onore dopo la morte, degna di menzione è quella di François Andrieu.

## La musica

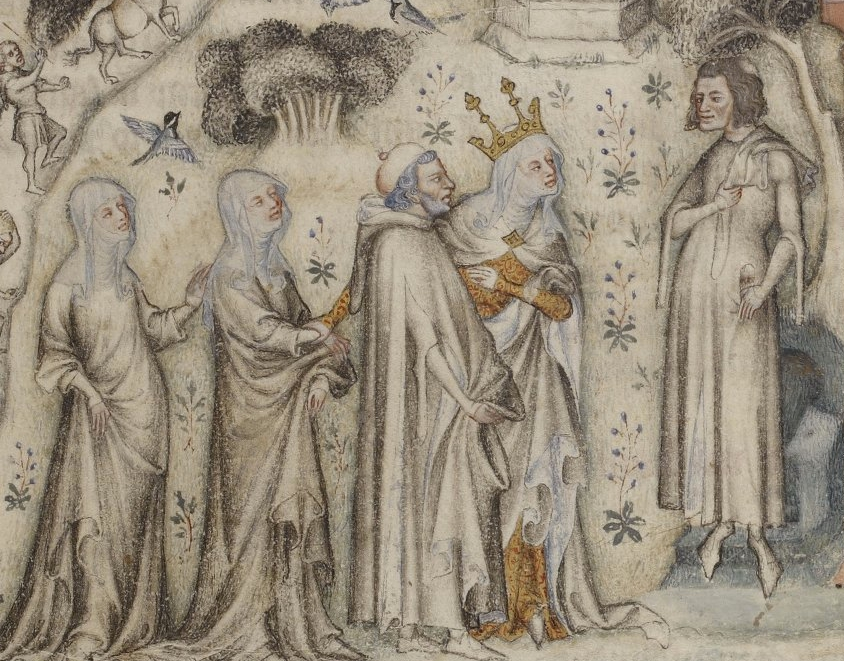
Machaut (a destra) riceve la Natura che gli offre tre dei suoi figli, da una illustrazione di un manoscritto parigino del 1350

La musica di Guillaume de Machaut è la più alta espressione dell'ars nova francese. Risente profondamente dell'amor cortese e della poesia trobadorica, pur con importanti innovazioni di forma e di genere.
Le sue composizioni, che adottano le forme tipiche di quel periodo, sono raccolte (spesso insieme ai componimenti poetici) in edizioni manoscritte particolarmente curate, a testimonianza della considerazione nella quale era tenuto dai suoi contemporanei. Si tratta di ventitré mottetti sacri e profani (più un altro dubbio), quarantadue ballate, venti rondeau, trentatré virelais (chiamati anche chansons balladées o baladées), diciannove lais e sette composizioni similari contenute nel Remède de fortune, nonché due composizioni liturgiche: la Messe de Notre-Dame, a quattro voci (composta nel 1364) e un hoquetus, David.
Nella scrittura a due, a tre o a quattro voci, la linea melodica appare sempre molto originale, formata in genere da una serie di piccoli gruppi di note dall'andamento quasi angoloso, squisitamente gotico. Sottoposti di continuo a variazioni attraverso una ritmica sottile, raffinata, gli elementi che la compongono danno luogo, nella sovrapposizione delle parti, a strutture musicali estremamente complesse, paragonabili, talvolta, a quelle della moderna musica dodecafonica e seriale.
Al di là degli aspetti tecnici, dalle composizioni di Machaut promana un grande fascino poetico. Non il calore, il sensuale abbandono avvertibili nella musica dell'ars nova italiana, ma una più discreta intimità sentimentale, fatta di mezze tinte, di sfumature, di misura: caratteri che appaiono congeniali, fin da questo momento, alla musica francese.
La forma fondamentale dell'ars nova francese, il mottetto, o meglio il particolare tipo di mottetto chiamato dai musicologi "isoritmico", viene sfruttata a fondo da Machaut, che ne estende il principio costruttivo alle altre forme polifoniche profane.
Alcune sue composizioni sono contenute nel Codice di Chantilly.
La Chanson balladée è stata omaggiata come titolo nel 1977 da Antonino Riccardo Luciani per la sigla della trasmissione RAI Almanacco del giorno dopo.

### Musica Sacra
La principale messa ciclica composta da Machaut fu la Messe de Nostre Dame (pubblicata nell'edizione inglese col titolo Messe of Our Lady).
Sul modello del mottetto isoritmico sono composte quasi tutte le parti della Messe de Notre-Dame, la sola composta da Machaut. Scritta probabilmente per l'incoronazione di Carlo V di Francia detto il Saggio, essa fu la prima messa polifonica dovuta interamente a un unico autore. Essenzialmente basata sul principio della simmetria, dell'armonia del numero, la Messe de Notre-Dame si eleva come un ampio edificio sonoro, omogeneo in ogni sua parte, la cui grandezza riposa, anziché sulla magniloquenza corale, sulla levatura spirituale dell'intelligenza creatrice.
Gli studiosi odierni pongono alcuni dubbi sul genere, sul significato del titolo e sui destinatari dell'opera.
Un tempo la maggior parte degli esperti era concorde nel ritenere che la Messe de Notre Dame fosse stata composta per la intronizzazione ed in onore di Carlo V, amante del lusso e devoto del suo avo san Luigi IX che riscattò a caro prezzo la corona di spine del Cristo e fece costruire la Sainte-Chapelle per custodire la preziosa reliquia.

Alla madre di Gesù, chiamata col nome di Nostra Signora, già al tempo erano consacrate numerose chiese della cristianità, e fra queste le cattedrali:
- Notre Dame de Paris, nel comprensorio di Île de la Cité, vicino alla Sainte-Chapelle),
- Notre Dame de Rheims (distante ca 150 km), Chiesa dei re di Francia, qui incoronati dal 987.

La Messe de Tournai fu ancora più antica della Messe de Notre Dame, e del suo singolare stile "innovativo" : Machaut doveva avere una buona familiarità con questo manoscritto, se è vero che ne condivise ampiamente elementi stilistici, compresi alcuni interludi non testuali.
Dopo un dibattito annoso, gli storici della musica non sono ancora giunti ad una conclusione condivisa in merito alla questione se la Messa di Machaut sia ciclica, oppure no. Mentre è opinione diffusa che Machaut sia stato un precursore delle Messe cicliche di Josquin des Prez (XV sec.). Le due opere differiscono sostanzialmente per questi tre aspetti:
- diversamente dalla musica tonale, la Messa di Notre Dame non è costruita intorno a una tonica fondamentale. Al contrario, usa due modi: uno per Kyrie, Gloria e Credo, e un secondo modo per il Sanctus, Agnus Dei, Ite Missa Est.
- non ricorre un unico tema musicale in tutti i movimenti, e non è ancora utilizzato il genere della Messa parodia.
- vari elementi rendono evidente che l'opera non fu composta "di getto", durante un unico momento creativo. Il fatto che i movimenti seguano una concordanza tra loro, non vuol dire affatto che siano stati composti in modo consecutivo[7].

La tesi della natura ciclica di questa Messa è accreditata dalle prove che portano a ritenere che l'opera sia stata scritta -o meglio assemblata- al fine di essere eseguita durante una celebrazione specifica, così come il proposito dell'autore di farla eseguire per la sua intera durata.